# 生きよう
『生きよう』（いきよう）は、2012年3月14日に発売されたTHE ALFEE61枚目のシングル。

## 概要
「2012年大阪国際女子マラソン」イメージソング。
マラソンのイメージソングがシングル表題曲になるのは4回目。リード・ヴォーカルは高見沢俊彦。
とちぎテレビ『イブニング6』3月月間エンディング・テーマ。JTU公式トライアスロン応援ソング。
東日本大震災の後に作られ、2011年春ツアー「Neo Universe 2011 『I LOVE YOU』」にて初披露。間奏などアレンジが変更されレコーディングを終えた。
坂崎幸之助は春ツアーでは6弦アコースティック・ギター（Terry's TerryNo.8）を使用したが、CDと同様アレンジで初披露された秋ツアー日本武道館公演ではTerry's Terryの12弦ギターを使用した。
本作も前作に引き続き、ジャケット写真とボーナストラックの異なる3種類で発売。

## 収録曲
1. 生きよう
作詞・作曲：高見沢俊彦／編曲：高見沢俊彦 with 本田優一郎
2. ボーナストラック(下記参照)
3. 生きよう 〜Original Instrumental〜

### ボーナストラック

#### TOCT-40388
- Zipangu (Live Version)

#### TOCT-40389
- I Love You (Live Version)

#### TOCT-40390
- うつろな瞳 (Live Version)

Live Versionの3曲は「THE ALFEE Neo Universe 2011『I LOVE YOU』」ツアー 2011年5月22日 、NHKホールで収録されている。

## 価格
- 各￥1,000（税込）